# 伐丽流
伐丽流（1253年3月20日—1307年1月14日），孟族名馬加杜，又名瓦拉如（Wareru），缅甸勃固王朝开国君主。他是生于棠溫的撣族(母親是孟族)，曾在暹邏素可泰王国的蘭甘亨處司象厩事，后为侍卫长，与其主人的女儿私通，后率侍卫潜归故乡自立。他有一个很漂亮的妹妹，马都八都督阿梨摩一次见了她在河中洗澡，便请求联姻。伐丽流设了隆重的宴席款待阿梨摩，找机会将其暗杀，遂于1281年控制了马都八地区。

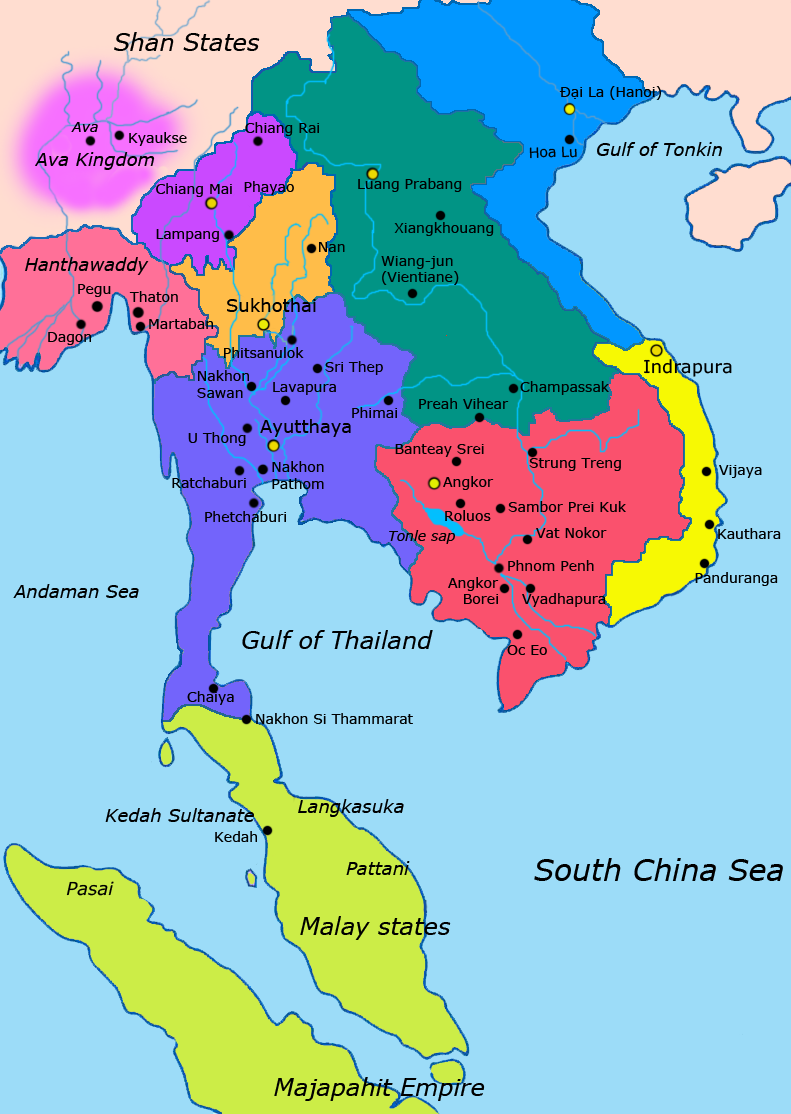
1400CE Mon kingdom

蒲甘王朝衰弱，伐丽流与勃固都督多罗跋互娶对方之女。1287年多罗跋叛乱，但未能成功，兵败被俘。多罗跋再次阴谋偷袭，被其妻——伐丽流之女告发，终于被伐丽流斩首。整个下缅甸便统一于伐丽流的统治之下。
在位时，命僧侣将古印度摩奴所创而流传沿用至当代的法律汇编集成，称《伐丽流法典》。该法典为缅甸现存之最古律书，遵循印度教，不重视僧法，故有关婚姻事，不被列为圣礼。
1306年，伐丽流被多罗跋的几个儿子刺杀。